# Il Cambise
Il Cambise (R.356.64) est un dramma per musica en trois actes d'Alessandro Scarlatti, sur un livret de Domenico Lalli, présenté à Naples, au Teatro San Bartolomeo pour le carnaval 1719. C'est le 111e opéra du compositeur et son dernier destiné à Naples,.

## Enregistrements
- Sinfonia « doppo che sia alzata la tenda », Arias « Io parto vincitor », « In quelle luci belle », « Mi cinga la fama » - Daniela Barcellona, mezzo-soprano ; Concerto de Cavalieri, dir. Marcello Di Lisa (23 au 24 août 2010, Sony/Deutsche Harmonia Mundi 88697842162)
- « Tutto appoggio il mio disegno » - Max Emanuel Cenčić ; Il Pomo d'Oro, Maxim Emelyanychev (2015, Decca)
- « Quando vedrai », « Mi cinga la fama » - Carlo Vistoli, contreténor ; Talenti Vulcanici, Stefano Demicheli (30 novembre-4 décembre 2015, Arcana A427)

## Sources
- (en) Edward J. Dent, Alessandro Scarlatti : his life and works, Londres, E. Arnold, 1960 (1re éd. 1905), 259 p. (lire en ligne)